# Friedrichsaue
Friedrichsaue este o comună din landul Saxonia-Anhalt, Germania.